# Judy McGrath
Judith Ann McGrath (née le 2 juillet 1952 à Scranton) est une productrice et responsable de chaîne de télévision américaine.

## Biographie
Judith Ann McGrath fait ses études à la Scranton Central High School ainsi qu'au Cedar Crest College.
Le 20 juillet 2004, elle est nommée présidente et Chief executive officer (chef de la direction) de MTV où elle travaille depuis plusieurs années. McGrath dirige un nombre impressionnant de chaîne, notamment Comedy Central et Nickelodeon. Durant son règne de présidente, elle est qualifiée comme l'une des femmes les plus puissantes de la planète (49e en 2005) par le magazine Forbes.
Elle est aussi productrice exécutive de certains programmes de la chaîne MTV dans les années 1990.